# گئورگ پوغوسیان
گئورگ آرامی پوغوسیان (ارمنی: Գևորգ Արամի Պողոսյան؛ زادهٔ ۱۶ نوامبر ۱۹۵۰) جامعه‌شناس، آکادمیسین و استاد تمام اهل ارمنستان است.

## زندگی‌نامه
وی در ۱۶ نوامبر ۱۹۵۰ در ایروان به دنیا آمد و در سال ۱۹۷۴ از دانشگاه دولتی ایروان فارغ‌التحصیل گشت. پوغوسیان عضو فرهنگستان ملی علوم ارمنستان است. وی برنده جوایزی همچون مدال موسس خورناتسی است.